# 집마른나무흰개미
집마른나무흰개미(domestic drywood termite)는 마른나무흰개미과의 일종이다. 말레이시아, 보르네오, 오스트레일리아, 중국, 스리랑카에 서식한다. 주로 집에 사는 흰개미이며 경작지에서도 발견된다. 이 흰개미가 집에 존재하는지의 여부는 작은 달걀 모양의 배설물 덩어리로 확인할 수 있다.

## 특징
병정개미 기준으로 몸길이 3.25~5.9mm의 대형 흰개미종이다. 생식 성충의 경우, 전체적인 몸 빛깔은 옅은 황갈색이고, 머리는 다른 부위보다 생이 더 옅다. 날개는 유리질이거나 희미하게 갈색으로 물들어 있다. 눈은 비교적 크고 뚜렷하다. 더듬이는 15~16개의 마디로 이루어져 있다. 머리와 앞가슴에는 부드러운 털이 있다. 병정개미의 경우 머리의 색이 진한 암갈색부터 검정색까지 색이 다양하다. 머리는 둥글다. 뺨에 잘 발달한 뿔이 있다. 더듬이는 9~15개의 마디로 이루어져 있다.

## 피해
오스트레일리아에서 비주류 해충으로 취급되고 있으나 전 세계 다른 곳에서는 목재에 해를 가하는 심각해충이다. 대한민국의 경우 2023년 5월 19일 서울 강남구 논현동의 한 주택에서 이 흰개미가 발견되어 역학조사가 진행되었다. 발견된 외래 집마른나무흰개미는 총 159개체로 여왕개미 등 생식 개체까지 발견돼 모두 박멸되었고, 야외 환경에서 정착할 가능성은 매우 낮은 것으로 확인되었다. 생태특성과 발생상황 등을 종합해 볼 때 최소 5년 전 건축 당시 감염된 목재 건축자재 혹은 가구를 통해 유입된 후 따뜻한 실내에서 생존해 온 것으로 추정된다.

## 더 읽어보기
- Wu, W.; Huang, Z.; Li, Z.; Zhang, S.; Liu, X.; Gu, D. (2016). “De novo transcriptome sequencing of Cryptotermes domesticus and comparative analysis of gene expression in response to different wood species”. 《Gene》 575 (2 Pt 3): 655–66. doi:10.1016/j.gene.2015.09.055. PMID 26410413.
- Ohkuma, M. (1998). “Phylogenetic analysis of the symbiotic intestinal microflora of the termite Cryptotermes domesticus”. 《FEMS Microbiology Letters》 164 (2): 389–395. doi:10.1111/j.1574-6968.1998.tb13114.x.
- Jayatilleke, M. P. A.; Tisseverasinghe, A. E. K. (1975). “The threshold level of boron preservative against attack by the dry-wood termite Cryptotermes domesticus - Kalotermitidae”.